# Ardour
Ardourは、ハードディスクレコーダーとデジタルオーディオワークステーションを兼ねたアプリケーションソフトである。
Windows、macOS、Linux、FreeBSD上で動作する。主な作者は Paul Davis で、彼は JACK Audio Connection Kit の開発者でもある。プロ用のデジタルオーディオワークステーションとして開発された。
GPL-2.0-or-later でリリースされており、自由ソフトウェアである。

## 機能・特徴

### 録音
Ardourの録音能力は使用するハードウェアによってのみ制限される。録音できるトラックの数に制限はない。既存の素材上に録音する場合、Ardourはレイテンシ補正を行うことができ、タイミングを合わせることができる。Ardourでのモニタリングでは、外部ハードウェアのモニタリング（一部サウンドカードがサポートする機能）、Ardourのモニタリング、JACKのモニタリングが可能である。Ardourのモニタリング機能を使うと、リアルタイムで録音中の信号にプラグインのエフェクトを適用することができる。Audioserver JACKを使うと、サウンドカードからだけでなく同時にJACK互換ソフトウェアからも録音できる。JACK互換ソフトウェアにはソフトウェアシンセサイザーやオーディオエフェクトホストなど様々なものが存在する。
JACKの新バージョンでは、一般のIPネットワーク上で音声を転送することができる。これを利用するとオーディオインタフェースをもつハードウェアとArdourが動作するハードウェアを分離することもできる。

### ミキシング
Ardourは任意個のトラックとバスをサポートする。また、非常に柔軟なルーティングシステムを備えている。全てのゲイン、パン、プラグインパラメータは自動化できる。余裕と忠実度を最大にするため、全てのサンプルデータは内部では32ビットの浮動小数点数で表され、ミキシングされる。

### 編集
Ardourはサンプル単位の解像度で録音範囲をしてのドラッギング、トリミング、タイムストレッチが可能で、録音範囲のレイヤ化も可能である。多様なクロスフェード編集ツールやビート検出ツールもある。Undo/Redoも無制限に可能で、あとで参照するために現在のセッションをスナップショットとして保存するといった機能もある。

### マスタリング
Ardourはマスタリング環境として使うことができる。JACKと連携させることでJAMinなどのマスタリングツールを使い、オーディオデータを処理できる。Ardourのミキサの出力をJAMinや他のJACK互換音声処理ソフトに送り、それらの出力を録音ソフトで録音することもできる。ArdourはTOCファイルやCUEファイルもエクスポートでき、音楽CD制作も可能である。

## 互換性
ArdourはFOSSアプリケーションであるため、誰でもソースコードを見て改造できる。例えばArdourのmacOS版はプロジェクトの参加者ではなかった誰かが自力で移植したのが最初である。Ardourは機能を向上させ移植を容易にする限りにおいて、業界標準をなるべく採用している。
Ardourは、x64 / x86 / PowerPCアーキテクチャ上で動作するGNU / Linux、Solaris、インテルおよびPowerPCを使った macOS 上でテストされている。マルチプロセッサやマルチコアSMP、リアルタイム機能などがあれば、性能向上に寄与する。
Ardourのビルド済みバイナリは、Linux、macOS、Windows向けに購入可能となっている。また、無料で入手できるソースコードから自分でビルドすることもできる。

### プラグイン
オーディオエフェクト処理や強弱制御などの様々な機能はプラグインにより利用できる。Ardourは、LinuxではLADSPAやLV2、スタインバーグのVST、 Audio Units などのプラグインアーキテクチャをサポートしている。Windows向けに作られたVST2プラグインを、Linux上でWine経由で使うことも理論上は可能であるが、プロジェクトチームは推奨していない。バージョン6.5から、すべてのプラットフォームでVST3がサポートされるようになった。他のモダンなDAWとは対照的に、Ardourは32ビットのVSTプラグインをネイティブでサポートしていない。

### インポートとエクスポート
Ardourはセッション全体や一部をエクスポートでき、30種類以上の音声ファイルフォーマットのオーディオクリップをインポートしてセッションに加えることができる。これは、Ardourに組み込まれているオーディオファイルのベータベースマネージャを使って行うこともできるし、普通のファイルブラウザから直接行うこともできる。

## サポート企業
SAE Institute は2009年2月までArdourプロジェクトをサポートしていた。同社はオーストラリアやイギリスを中心に音楽制作の専門学校（一部は大学）を経営している。そのため初心者が使いやすい macOS 版の強化を目的として資金提供していた。
ソリッド・ステート・ロジックはバージョン2の開発期間中 Paul Davis を雇い、フルタイムでArdour開発にあたらせた（2006年末まで）。
Harrison Audio Consoles は2005年初めごろからArdourプロジェクトを支援している。同社の Xdubber という製品は Ardour をベースとしており、企業レベルのDAWユーザーのためのカスタマイズ可能なプラットフォームとしても利用できる。
Waves Audioは2009年にArdourの開発を支援した。また、Ardour開発者と協力してWaves Track Live ソフトウェアを開発し、ソースコードの変更のほとんどがArdourのコードベースの一部となった。